# 傅漢斯
傅汉斯（Hans Ulrich Vogel, 1954年—）是德國杜賓根大學漢學教授，主要出版關於近代中國歷史的社會、經濟、科技方面的著作，文章和翻譯。

## 生平
傅汉斯1954年出生在瑞士巴塞尔，1983年苏黎世大学博士毕业。2012年4月，傅汉斯發表了《馬可·波羅到過中國：貨幣、食鹽、稅收方面的新證據》一書。傅汉斯通過對中文、日文、意大利文、法文、德文、西班牙文等大量文獻的研究，有力地說明：不但懷疑者的一切疑問都可以解釋，而且馬可·波羅傳記中很多對中國的描述是獨一無二並且十分准確的，足以證明其真實性。該書首先列舉並評述了相信與懷疑馬可·波羅到過中國的雙方至今為止提出過的論點與論據。例如對他為何從未提及長城的質疑，中西方歷史學界早有共識，認為元朝以前的古長城那時已經完全殘破而不再受人關注，而現今舉世聞名的明長城自然尚未出現。又如對現存的中國文獻中為何找不到關於馬可·波羅記載的質疑，傅汉斯認為是對中國古代文獻性質與密度的嚴重誤判，因為即使是同一時期羅馬教皇本篤十二世派往中國的特使團，也從未出現在中國歷史文獻中。該書隨後詳細闡述了一個之前被學界忽略了的課題，即馬可·波羅對當時中國的貨幣、食鹽生產與稅收體制的大量詳細描述。傅汉斯發現在當時的歐洲、阿拉伯或波斯文獻中根本找不到像馬可·波羅一樣准確而詳盡的描述，說明這些獨家描述確實來自於他本人的經歷。

## 主要著作
《馬可·波羅到過中國：貨幣、食鹽、稅收方面的新證據》（《Marco Polo Was in China：New Evidence from Currencies, Salts and Revenues》）